# Zamarada cathetus
Zamarada cathetus là một loài bướm đêm trong họ Geometridae.